# Dorfkirche Gersdorf (Markersdorf)

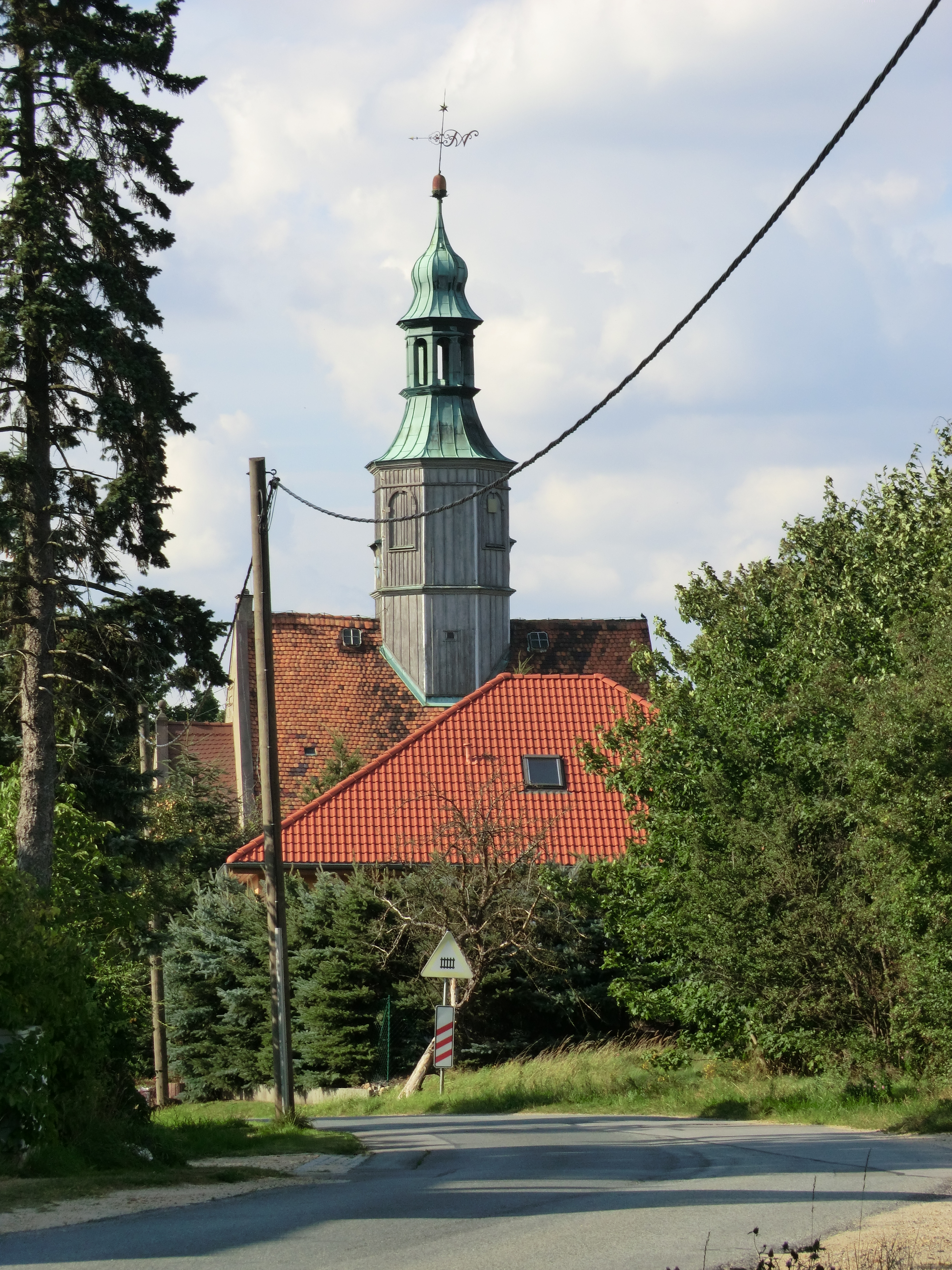
Dorfkirche Gersdorf (Markersdorf)

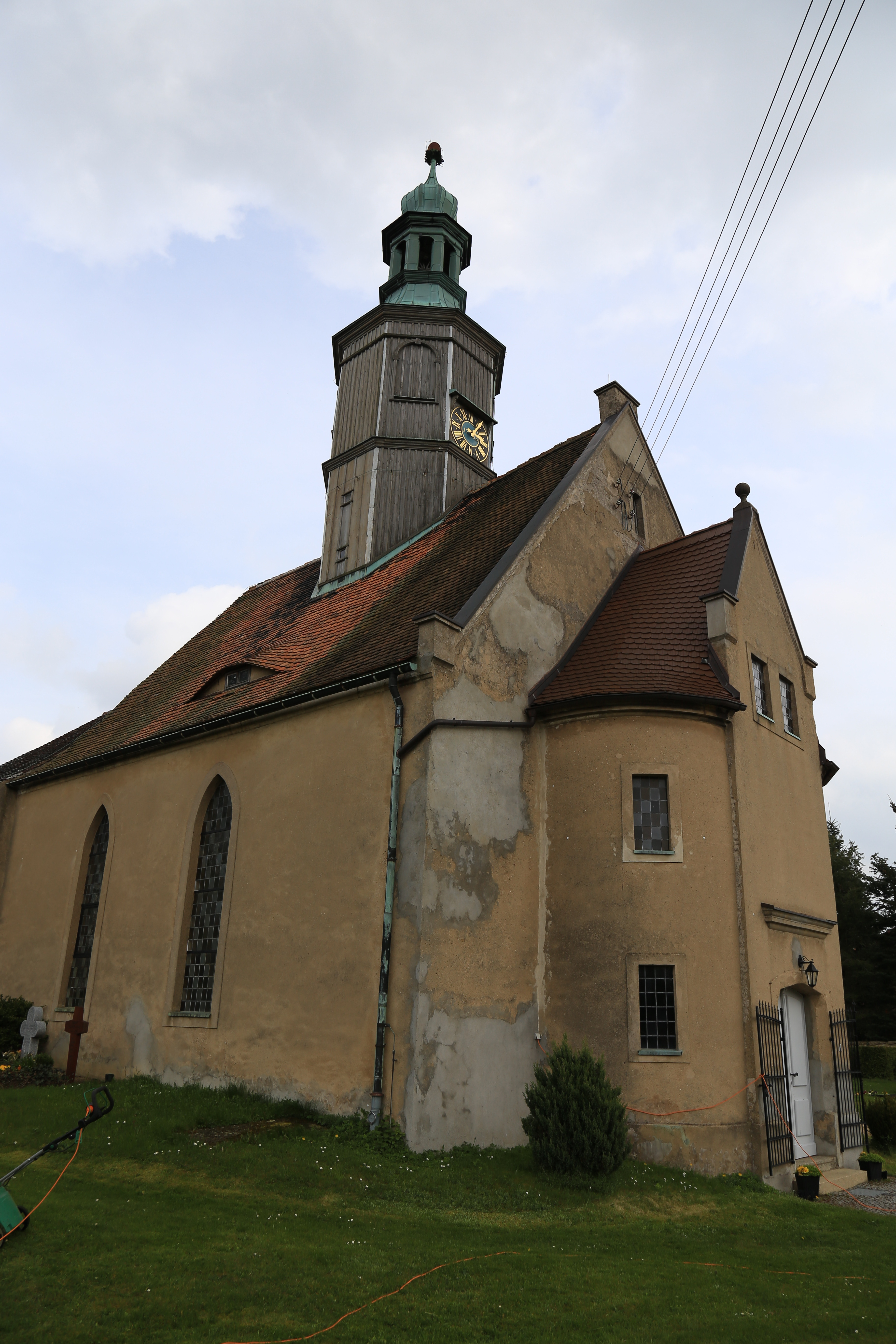
Westseite

Die evangelische Dorfkirche Gersdorf ist eine im Kern spätromanische, wiederholt erneuerte Saalkirche im Ortsteil Gersdorf von Markersdorf im Landkreis Görlitz in Sachsen. Sie gehört zur Kirchengemeinde Markersdorf-Königshain im Kirchenkreis Schlesische Oberlausitz der Evangelischen Kirche Berlin-Brandenburg-schlesische Oberlausitz.

## Geschichte und Architektur
Die nach Zerstörung des im Kern spätromanischen, spätgotisch erneuerten Vorgängerbauwerks im Dreißigjährigen Krieg barock wiederaufgebaute Saalkirche wurde in den Jahren 1685/94 und 1889 erneut umgebaut. Das Bauwerk ist ein verputzter Bruchsteinbau, der noch den eingezogenen quadratischen Chor mit halbrunder Apsis des romanischen Kernbauwerks enthält. Die Spitzbogenfenster des Langhauses stammen in ihrer heutigen Form aus dem Jahr 1685, das Satteldach und der Dachreiter aus Holz vom Ende des 17. Jahrhunderts. An der Chornordseite sind Logen angebaut, mit einem Steinrelief mit dem Wappen derer von Nostitz und der Jahreszahl 1691 bezeichnet, an der Südwand des Saales ein Spitzbogeneingang mit profiliertem Gewände, im Westen ein schmales Eingangsbauwerk mit abgerundeten Ecken aus dem 19. Jahrhundert.
Im Jahr 2019 erfolgten eine Dachstuhl- und Turmerneuerung mit Neueindeckung des Dachs.
Der Saal ist seit den Zerstörungen des Dreißigjährigen Krieges flach gedeckt, schlichte hölzerne Emporen sind an der Nord-, Süd- und Westseite angeordnet, ein spitzbogiger Triumphbogen führt zum Chor, der mit spätmittelalterlichem Kreuzrippengewölbe geschlossen ist und an dessen Nordseite reich stuckierte Logen mit doppelten Pilastern eingebaut sind, darüber zwei Engel in Flachrelief und Wappen derer von Nostitz in einer Kartusche.

## Ausstattung
Der schlichte Sandsteinaltar stammt aus dem Jahr 1617, das Altarbild stellt die Grablegung Christi dar. Aus demselben Jahr stammt auch die oktogonale hölzerne Kanzel, deren Säule im 20. Jahrhundert gekürzt wurde. Der neugotische Taufstein ist ein Werk aus dem Jahr 1849.
Die Orgel ist ein Werk von Heinrich Biesterfeld aus dem Jahr 1834. In einer Nische hinter dem Altar befindet sich ein prächtiger barocker Sandsteinsarkophag mit farbiger Fassung von Johann Ernst von Nostitz aus der Zeit um 1710, das gleichzeitige Sandsteinepitaph an der Apsisnordwand zeigt den Verstorbenen in einer Rüstung, ihm gegenüber ein Sandsteinepitaph für seine Frau Dorothea Tugendreich, geborene Schachmann mit einer Darstellung der Verstorbenen in zeitgenössischer Tracht vom Anfang des 18. Jahrhunderts. An der Chorsüdwand befindet sich die Grabfahne des Georg Adolf von Salza mit der Jahreszahl 1669. Im Chor sind Gewölbemalereien mit den Wappen des Stammbaums der Familie von Salza aus dem 18. Jahrhundert erhalten.